# سرعة حرجة

في ميكانيكا المواد الصلبة، السرعة الحرجة هي السرعة الزاوية النظرية المسببة للتردد الطبيعي للعناصر الدوارة مثل العمود (المحور)، المروحة والترس. عند وصول سرعة الدوران إلى التردد الطبيعي للمادة، يبدأ العنصر بإحداث رنين داخلي. والذي يتسبب من إهتزار النظام. يحدث الرنين بغض النظر عن الإتجاه. عندما تتساوى سرعة الدوران مع القيمة العددية للتردد الطبيعي فإن هذه السرعة يُطلق عليها السرعة الحرجة.

## السرعة الحرجة للعمود (المحور)
كل المحاور الدوارة وحتى في غياب الأحمال الخارجية يتم انحرافها أثناء الدوران. تسبب الكتلة الغير متزنة في إحداث انحراف والذي ينتج عنه اهتزاز عند سرعات معينة تُسمى السرعة الحرجة. مقدار الانحراف يعتمد على: 
1. صلابة العمود ودعامته.
2. الكتلة الكلية للعمود والأجزاء المتصلة به.
3. عدم إتزان الكتلة بالنسبة لمحور الدوران.
4. مقدار التخميد في النظام (Damping).

من الضروري حساب السرعة الحرجة لعمود الدوران مثل عمود المروحة لتجنب الاهتزاز والضوضاء.

## معادلة السرعة الحرجة
يحدث اهتزاز للعمود في أشكال مختلفة معتمدا على التردد الطبيعى. وضع الاهتزاز الأول يتوافق مع أقل تردد طبيعى، الأوضاع الأعلى للاهتزاز تتوافق مع الترددات الأعلى. الترد الأول هو ما نحتاجه عند دوران العمود.
هناك طريقتان لحساب السرعة الحرجة وهي ( Rayleigh–Ritz method) و (Dunkerley's method). كلاهما يحسب أول تردد طبيعى تقريبى للاهتزاز والذي نفرض بأنه يساوى تقريبا السرعة الحرجة للدوران. الطريقة الأولى يتم مناقشتها أولا. 
نفرض ان لدينا عمود مقسم لمجموعة شرائح عددها (n). التردد الطبيعى الأول بوحدة (rad/s) يمكن حسابه من العلاقة: 
{\displaystyle \omega _{1}\approx {\sqrt {\frac {g\sum _{i=1}^{n}{w_{i}y_{i}}}{\sum _{i=1}^{n}{w_{i}y_{i}^{2}}}}}}
حيث g هي عجلة الجاذبية،  wi  هي وزن كل شريحة، yi هو الإنحارف الناتج من حمل الجاذبية فقط. كلما زاد عدد الشرائح n كلما كانت القيمة التقريبية للتردد أفضل. يمكن تبسيط المعادلة إلى: 
{\displaystyle \omega _{1}\approx {\sqrt {\frac {g}{y_{max}}}}}
 
{\displaystyle y_{max}} هي أقصى انحراف ناتج عن الجاذبية للعمود. 
السرعة تكون rad/s.
إذا كان العمود عليه أكثر من حمل فإن الانحرافات يمكن جسابها لكل منها وبعدها يتم جمعها. لو أن هناك تغير في قطر العمود على مدار طوله فإن الحسابات تكون أكثر تعقيدا. 
الإنحارافات الساكنة تعبر عن العلاقة بين صلابة العمود وقوة القصور الذاتى شاملة كل الاحمال المؤثرة على العمود عند وضعه أفقيا.
تعتمد السرعة الحرجة على قيمة ومكان العمود الغير متزن، طول العمود، قطره ونوع مرتكز المحمل. الكثير من التطبيقات العملية ترى بانه التطبيق الجيد هو من لا تزيد سرعته عن 75% من السرعة الحرجة، ولكن هناك تطبيقات تحتاج إلى أن تكون سرعتها أعلى من السرعة الحرجة للعمل بشكل صحيح. في مثل هذه الحالات من الضرورى زيادة سرعة العمود خلال أول تردد طبيعى سريعا حتى لا تحدث انحرافات كبيرة.